# 張建民
張 建民（チョウ・ケンミン）は、中国の土木工学者。
清華大学土木学部長・教授、中国工程院院士。専門は動力学、地盤工学。

## 人物・経歴
陝西省商洛市生まれ。1982年西安理工大学卒業。西安理工大学で博士号を取得した1991年から福井大学客員研究員として日本に留学し、1993年清水建設入社。1994年から東京工業大学に通い、1997年に東京工業大学大学院を修了し、博士（工学）の学位を取得。1998年、清水建設を退社し、清華大学着任。2003年清華大学土木工学部副学部長。2015年同学部長。2017年中国工程院院士選出。中国土木学会常任理事なども務めた。

## 脚註
1. 1 2   (中国語)cae.cn. (2017年). https://www.cae.cn/cae/html/main/colys/58936803.html+2021年10月1日閲覧。
2. 1 2   (中国語)Sohu. (2018年6月11日). https://www.sohu.com/a/235166675_372409+2021年10月1日閲覧。
3. ↑  Cyclic critical stress state theory of sand with its application to geotechnical problems 砂の繰り返しせん断に伴う限界応力状態理論とその応用に関する研究
4. ↑   (中国語)thepaper. (2017年11月27日). https://www.thepaper.cn/newsDetail_forward_1880916+2021年10月1日閲覧。
5. ↑  中国語版「Press-in retaining structures: a handbook」の発刊国際圧入学会